# Къмърс Сити
Къмърс Сити (на английски: Commerce City) е град в окръг Адамс, щата Колорадо, САЩ. Къмърс Сити е с население от 38 887 жители (2006) и обща площ от 66,9 km². Намира се на 1574 m надморска височина. ЗИП кодът му е 80022 & 80037, а телефонният му код е 303, 720.